# Thomas Tobin
Thomas Joseph Tobin (ur. 1 kwietnia 1948 w Pittsburghu, Pensylwania) – amerykański duchowny katolicki, biskup Providence w metropolii Hartford w latach 2005–2023. 
Ukończył m.in. Kolegium Ameryki Płn. i Papieski Uniwersytet Gregoriański w Rzymie. 21 lipca 1973 otrzymał święcenia kapłańskie. Przez kolejne kilkanaście lat pracował duszpastersko na terenie rodzinnej diecezji Pittsburgh będąc m.in. sekretarzem bpa Bevilacquy, wikariuszem generalnym i sekretarzem generalnym (od 1990). 
3 listopada 1992 otrzymał nominację na biskupa pomocniczego Pittsburgha ze stolicą tytularną Novica. Sakry udzielił mu ówczesny ordynariusz (późniejszy kardynał) Donald Wuerl. 5 grudnia 1995 mianowany ordynariuszem Youngstown w Ohio. Dziesięć lat później, 31 marca 2005, przeniesiony został na biskupstwo Providence.
1 maja 2023 papież Franciszek przyjął jego rezygnację z pełnionej funkcji.